# Kirsten Marie Christensen
Pour les articles homonymes, voir Christensen.
Kirsten Marie Christensen, née le 12 décembre 1860 à Påbol, près de Ringkøbing (Danemark) et morte le 22 décembre 1935 à Copenhague (Danemark), est une femme politique danoise membre du parti Venstre. En 1918, elle devient l'une des cinq premières femmes parlementaires élues au Landsting.

## Biographie
Kirsten Marie Christensen est la fille du propriétaire terrien Mads Christian Christensen (1827-1904) et de Karen Jensen (1833-1879). Elle est la deuxième enfant d'une fratrie de neuf. Elle grandit dans un domaine à l'ouest du Jutland. Sa famille est proche des libéraux, son frère aîné Jens Christian devenant une personnalité importante de ce courant politique.
Kirsten Marie Christensen souhaite d'abord devenir enseignante, mais ses projets sont bouleversés lorsque sa mère meurt en 1879 et qu'elle doit élever le reste de la famille. Néanmoins, quelques années plus tard, elle fréquente le Horsens Kvindeseminarium, un établissement qui forme les femmes enseignantes à Horsens. Après avoir obtenu son diplôme en 1882, elle enseigne dans plusieurs villages, jusqu'à son arrivée à Bagterp, près de Hjørring, où elle travaille jusqu'en 1925. Par ailleurs, elle s'investit au sein de l'antenne de Hjørring de la Société des femmes danoises de 1910 à 1917.
À Bagterp, elle s'implique de plus en plus en politique, apportant son aide aux enfants criminels ou laissés pour compte. Elle se présente pour le parti Venstre aux élections législatives de 1918. Elle compte parmi les cinq premières femmes élues au Landsting, avec Nina Bang, Marie Hjelmer, Olga Knudsen et Inger Gautier Schmit. Au Parlement, elle se concentre sur le sujet de l'éducation. Elle est favorable à fournir une aide aux enfants de mères salariées. En 1931, elle appuie la création d'une université à Aarhus. Elle reste membre du Landsting jusqu'en 1932, continuant à s'impliquer dans le domaine éducatif.
Elle meurt en 1935 à Copenhague.